# Luigi Puccianti
Luigi Puccianti (Pisa, 6 luglio 1875 – Pisa, 9 giugno 1952) è stato un fisico italiano.

## Biografia e carriera
Figlio di Giuseppe e Arianna Pucciardi, dopo gli studi liceali si laurea in Fisica nel 1898 all'Università di Pisa con Angelo Battelli, con una tesi sperimentale dal titolo "Ricerche radiometriche sull'assorbimento di alcuni liquidi per la parte ultrarossa dello spettro", incentrata su alcuni studi e ricerche di analisi chimica strumentale di sostanze organiche, fra i primi di chimica analitica qualitativa organica condotti con metodi fisici.
Dal 1900, è assistente poi aiuto all'Istituto di Fisica del Regio Istituto di Studi Superiori Pratici e di Perfezionamento di Firenze, diretto da Antonio Roiti, dove, avendo conseguito la libera docenza in fisica sperimentale nel 1904, ha pure alcuni incarichi di insegnamento. Dal 1907 al 1915 insegna fisica alla Scuola Superiore di Magistero Femminile di Firenze.
Nel 1915, vinto un concorso, ha la cattedra di fisica sperimentale dell'Università di Genova, quindi quella dell'Università di Torino nel 1916, per ritornare, sempre sulla stessa cattedra, all'Università di Pisa nel 1918, subentrando a Battelli; qui, insegnerà fino al 1950, quando è collocato fuori ruolo.
Negli anni 1941-43, insegna pure alla Scuola Normale Superiore di Pisa. 
Fra i suoi molti allievi, assistenti e aiuti, ricordiamo Giovanni Gentile, Lamberto Allegretti, Anna Maria Ciccone, Cosimo De Donatis, Tullio Derenzini, Adriano Gozzini, Mariano Pierucci, Giovanni Polvani, Paolo Budinich. Fu, tra l'altro, anche il supervisore della tesi di laurea di Enrico Fermi.
Socio nazionale dell'Accademia Nazionale dei Lincei, Puccianti si distinse soprattutto nel campo della spettroscopia, con i primi studi sperimentali sulla relazione fra spettri di assorbimento e struttura molecolare di alcune sostanze chimiche, ma contribuì molto anche nel campo dell'ottica e dell'elettromagnetismo. 
Da ricordare le ricerche sul funzionamento dell'arco elettrico, l'invenzione di un metodo per studiare la dispersione anomala per via interferenziale, lo studio dell'emissione spettrale di metalli e alogeni, l'ideazione di tecniche di misurazione della lunghezza d'onda dei raggi-X per diffrazione, la costruzione di uno spettroscopio ad alta sensibilità per lo studio dell'assorbimento di raggi infrarossi, come già detto mettendo in evidenza, fra i primi, quali notevoli correlazioni sussistano fra gli spettri d'emissione/assorbimento e le strutture molecolari.
Nell'ultima parte della sua carriera, si dedicò pure alla storia e alla didattica della fisica.

## Alcune pubblicazioni
- "Spettri di assorbimento di liquidi nell'ultrarosso", Il Nuovo Cimento, Serie 4, 11 (1) (1900) pp. 241-278.
- "Dispersione anomala dell'ossiemoglobina", Il Nuovo Cimento, Serie 5, 2 (1) (1901) pp. 257-264.
- "Metodo interferenziale per lo studio della dispersione anomala nei vapori", Memorie della Società degli Spettroscopisti Italiani, 33 (1904) pp. 133-138.
- "Sulla fluorescenza del vapore di sodio", Il Nuovo Cimento, Serie 5, 8 (1904) pp. 427-437.
- "Spettri d'incandescenza dell'iodio e del bromo", Memorie della Società degli Spettroscopisti Italiani, 34 (1905) pp. 120-124.
- ”Degli spettri di righe“, Il Nuovo Cimento, 15 (1) (1908) pp. 95-130
- ”La decomposizione della riga rossa dell'idrogeno nel primo strato catodico“, Il Nuovo Cimento, 7 (1914) pp. 351-353.
- ”Confronto tra la scomposizione catodica della prima e della seconda riga della serie di Balmer“, Il Nuovo Cimento, 7 (1914) pp. 361-364.
- ”Elementi di elettrodinamica“, Il Nuovo Cimento, 24 (1) (1922) pp. 95-114.
- ”Per la determinazione diretta, geometrica, della lunghezza d'onda dei raggi Roengten“, Il Nuovo Cimento, 25 (1923) pp. 307-309.
- ”La moderna concezione del campo magnetico“, Il Nuovo Cimento, 14 (6) (1937) pp. 272-288.

## Opere
- Elementi di fisica (con Antonio Roiti), 2 voll., Le Monnier, Firenze, 1908-09 (con successive edizioni).
- Complementi di fisica, A.A. 1924-25, Univ. di Pisa, Pisa, 1925.
- Elettrodinamica, lezioni litografate, Univ. di Pisa, Pisa, 1926-27.
- Spettroscopia, A.A. 1927-28, Univ. di Pisa, Pisa, 1928.
- La spettroscopia, Nicola Zanichelli Editore, Bologna, 1932.
- Lezioni di fisica (con Mariano Pierucci), Soc. Tip. Modenese, Modena, 1945.
- Quaderni di fisica. Termodinamica, Vallerini, Roma, 1945.
- Quaderni di fisica. Ottica, Vallerini, Roma, 1946.
- Storia della fisica, Le Monnier, Firenze, 1951.
- Acustica musicale (con Anna Puccianti), Le Monnier, Firenze, 1954.